# UFC Fight Night: Bader vs. Nogueira 2
UFC Fight Night: Bader vs. Nogueira 2 (UFC Fight Night 100) foi um evento de artes marciais mistas promovido pelo Ultimate Fighting Championship, que ocorreu no dia 19 de novembro de 2016 no Ginásio do Ibirapuera, em São Paulo, no Brasil.

## Background
Era esperado que o evento contasse com Alexander Gustafsson e Antônio Rogério Nogueira na luta principal. Esse combate já havia sido marcado como luta principal em outras duas ocasiões. A primeira foi em abril de 2012, no UFC on Fuel TV: Gustafsson vs. Silva, e a outra em março de 2014, no UFC Fight Night: Gustafsson vs. Manuwa. Em ambas as situações, Rogério saiu do evento devido à lesão. Contudo, em 30 de setembro, Gustafsson abandonou um combate por causa de uma contusão, sendo substituído por Ryan Bader. Na ocasião, Nogueira foi derrotado por Bader por decisão unânime. 
Estava marcado que Michael Graves enfrentasse Sérgio Moraes. Entretanto, Graves foi retirado do evento em 3 de outubro depois de ele ser preso por violência doméstica. Ele foi substituído por Zak Ottow.
Matheus Nicolau enfrentaria Ulka Sasaki no evento. Todavia, em 3 de novembro, Nicolau foi impedido de lutar após a USADA revelar uma potencial violação do antidoping devido a uma amostra coletada em 13 de outubro. Por sua vez, Sasaki foi removido do evento, esperando ser escalado para um combate em outro evento.

## Bônus da Noite
- Luta da Noite: Não houve lutas premiadas.
- Performance da Noite:  Thomas Almeida,  Cézar Ferreira,  Gadzhimurad Antigulov e  Pedro Munhoz